# Magnus Tuv Myhre
Magnus Tuv Myhre (* 15. Juni 2000) ist ein norwegischer Leichtathlet, der sich auf den Langstreckenlauf spezialisiert hat.

## Sportliche Laufbahn und Leben
Erste internationale Erfahrungen sammelte Magnus Tuv Myhre bei den Crosslauf-Europameisterschaften 2019 in Lissabon, bei denen er nach 19:43 min den 40. Platz im U20-Rennen belegte. 2021 gelangte er bei den U23-Europameisterschaften in Tallinn mit 13:59,56 min auf den sechsten Platz im 5000-Meter-Lauf und im Dezember wurde er bei den Crosslauf-Europameisterschaften in Dublin nach 24:39 min Vierter im U23-Rennen. Im Jahr darauf klassierte er sich bei den Europameisterschaften in München mit 28:02,18 min auf dem siebten Platz im 10.000-Meter-Lauf und im Dezember gelangte er bei den Crosslauf-Europameisterschaften in Turin mit 24:14 min auf Rang zehn im U23-Rennen. 2023 wurde er bei den Halleneuropameisterschaften in Istanbul mit 7:51,30 min Zwölfter über 3000 Meter. Im August schied er bei den Weltmeisterschaften in Budapest mit 13:36,36 min im Vorlauf über 5000 Meter aus und gelangte anschließend bei den Straßenlauf-Weltmeisterschaften in Riga nach 13:33 min auf Rang elf über 5 km. Im Dezember gewann er bei den Crosslauf-Europameisterschaften in Brüssel in 30:20 min die Silbermedaille im Einzelrennen hinter dem Franzosen Yann Schrub und sicherte sich in der Teamwertung die Bronzemedaille hinter den Teams aus Belgien und Frankreich. Im Jahr darauf wurde er bei den Crosslauf-Europameisterschaften 2024 in Antalya nach 23:56 min 60. im Einzelrennen.
In den Jahren 2022 und 2023 wurde Myhre norwegischer Meister im 5000-Meter-Lauf sowie 2024 im Crosslauf.

## Persönliche Bestleistungen
- 1500 Meter: 3:37,89 min, 8. Juni 2023 in Jessheim
- 3000 Meter: 7:48,07 min, 8. Juni 2022 in Bergen
  - 3000 Meter (Halle): 7:51,30 min, 5. März 2023 in Istanbul
- 5000 Meter: 13:09,44 min, 15. Juni 2023 in Oslo
- 10.000 Meter: 28:02,18 min, 21. August 2022 in München